# مکووم (اکلاهما)
مکووم(به انگلیسی: Macomb) شهری در ایالت اکلاهما کشور ایالات متحده آمریکا است که جمعیت آن در سرشماری سال ۲۰۱۰ میلادی، ۳۲ نفر بوده‌است.